# Playa de La Grava
La playa de la Grava es una playa de grava en el municipio de Jávea en la provincia de Alicante en la Comunidad valenciana en España.
Limita al norte con la escollera sur del puerto y al sur con la desembocadura del río Gorgos y tiene una longitud de 290 m, con una amplitud de 20 m.
Se sitúa en un entorno urbano, disponiendo de acceso por calle, y cuenta con paseo marítimo. Cuenta con balizamiento.
- Esta playa cuenta con el distintivo de Bandera Azul

- Datos: Q6078803
- Multimedia: Platja de la Grava / Q6078803